# リン酸水素二カリウム
リン酸水素二カリウム（リンさんすいそにカリウム、英: dipotassium hydrogenphosphate ）ないしはリン酸二カリウム（リンさんにカリウム、英: dipotassium phosphate）は化学式K2HPO4で表される無機化合物。

## 性質
無色の板状ないし針状結晶で潮解性の強い固体である。水溶液はpH8.7〜9.3と、弱アルカリ性を示す。これはリン酸水素イオンの酸解離および加水分解による。
{\displaystyle {\ce {HPO4^{2-}<=>{H^{+}}+PO4^{3-}}}}
{\displaystyle {\ce {{HPO4^{2-}}+H2O<=>{H2PO4^{-}}+OH^{-}}}}
リン酸一カリウム同様、肥料や食品添加物としての用途がある。水酸化カリウムなどのカリウム塩とリン酸との反応により得られ、加熱すると脱水してピロリン酸カリウムを生じる。
{\displaystyle {\ce {2K2HPO4 -> {K4P2O7}+ H2O}}}